# Człowiek, który chciał być królem
Człowiek, który chciał być królem (ang. The Man Who Would Be King) – amerykańsko-brytyjski film przygodowy z 1975 roku w reżyserii Johna Hustona, zrealizowany na podstawie opowiadania Rudyarda Kiplinga o tym samym tytule. Zdjęcia do filmu kręcono w Maroku (Marrakesz, Warzazat, Ajt Bin Haddu), we Francji (Chamonix) i w Anglii (Pinewood Studios pod Londynem).

## Fabuła
Indie, lata 80. XIX wieku. Angielski korespondent Rudyard Kipling zostaje odwiedzony przez wynędzniałego człowieka, w którym rozpoznaje dawnego znajomego Peachy’ego Carnehana. Mężczyzna opowiada zaskoczonemu Kiplingowi, co się zdarzyło.
Trzy lata wcześniej Danny Dravot i Peachy Carnehan – byli żołnierze brytyjskiej armii – dorabiają jako oszuści. Ich spisek mający na celu szantaż lokalnego radży, udaremnia oszukany przez nich Kipling, nakłaniając brytyjskiego komisarza okręgowego do interwencji. Peachy później szantażuje komisarza, aby uniknąć deportacji. Widząc, że dochodowe oszustwa nie mają już sensu w coraz bardziej cywilizowanych i uregulowanych Indiach, a w Zjednoczonym Królestwie oferowane są jedynie nudne i słabo płatne prace, Danny i Peachy zawierają między sobą umowę w obecności Kiplinga. Wyruszają z Indii do wschodniego Afganistanu śladami Aleksandra Wielkiego. Awanturnicy chcą zapanować nad lokalnymi plemionami i grabić wszystko, co się da. Za cel obierają Kafiristan, kraj praktycznie nieznany Europejczykom od czasu jego podboju przez Aleksandra Wielkiego.
Przez kolejne tygodnie Danny z Peachym po przebyciu Przełęczy Chajberskiej oraz walce z bandytami i żywiołami są świadkami ataku bandytów z plemienia Bashkai na ludzi z wioski Er-Heb. Po zabiciu bandytów Danny i Peachy idą do Er-Heb, gdzie przebywa Gurkha Billy Fish, jedyny ocalały z brytyjskiej wyprawy sprzed roku. Mówiąc po angielsku i w lokalnym języku, Billy Fish ułatwia im kontakt z Er-Heb. Brytyjczycy szkolą mieszkańców w nowoczesnej broni i taktyce i prowadzą ich przeciw Bashkai. Podczas bitwy strzała z łuku przebija kurtkę Danny’ego, nie raniąc go i ludzie z Er-Heb i Bashkai biorą go za boga, mimo iż strzała w rzeczywistości przebiła bandolier. Danny i Peachy chcąc uniknąć niepotrzebnego rozlewu krwi, godzą ze sobą oba plemiona i za ich pomocą zajmują kolejne wioski. Danny jest uważany przez podbitych ludzi za syna Sikandera, boga z zachodu, i jego sława sprawia, że kolejne kafiristańskie ludy poddają się bez walki i żyją w pokoju.    
Danny i Peachy udają na audiencję świętego miasta Sikandergul na życzenie Kafu Selima, najwyższego kapłana Kafiristanu. W Sikandergul Kafu Selim chce powtórzyć wyczyn z strzałą, by upewnić się, czy Danny jest bogiem. Z opresji ratuje go podarowany przez Kiplinga wolnomularski medalik. Zawiera on święty symbol pozostawiony przez Sikandera, którym był Aleksander Wielki obiecujący wysłać syna jako swego następcę. Kafu Selim pokazuje onieśmielonym Brytyjczykom sekretny skarbiec pełen złota i klejnotów, który teraz należy do nich. Peachy wie, że dzięki temu będą najbogatszymi ludźmi w Europie albo i na świecie, więc chce przy najbliżej okazji odjechać z nimi z Kafiristanu.    
Jednak Danny, koronowany królem, decyduje zostać tu na zawsze i zmodernizować kraj. Zaczyna wydawać prawo i zbierać poklask ludności dzięki sprawiedliwym rządom. Wkrótce planuje pojąć za żonę Roksanę, kobietę z plemienia Khāwak, łamiąc tym samym umowę z Peachym, wedle której nie wolno im tykać kobiet i alkoholu. Tłumaczy, że umowa przestaje obowiązywać, jeśli któryś z nich zostanie władcą. Także kapłani z Sikandergul nie zgadzają na ślub ze śmiertelniczką i musi być wyrażona zgoda Imbry, najważniejszego z bogów. Peachy, mianowany królewskim generałem, dowiaduje się od Billy’ego Fisha, iż pojawiają się złe znaki w postaci niedostatku plonów i pomoru zwierząt gospodarskich i tym samym kapłani podejrzewają prawdę o przybyszach. Coraz bardziej upojony władzą Danny bierze ślub z Roksaną i pozwala odejść Peachy’emu z jego częścią skarbów. Na ceremonii Roksana gryzie go w policzek do krwi, obawiając się śmierci od pocałunku boga.    
Zgromadzeni domyśliwszy, że rzekomy bóg jest śmiertelnikiem, ścigają uciekających Brytyjczyków i Billy’ego Fisha. Danny rozkazuje stacjonującym swym oddziałom strzelać do gniewnego tłumu, który jest zbyt liczny i zabija żołnierzy, a następnie linczuje Billy’ego Fisha. Na domiar złego skarby znajdujące się na mułach wysypują się. Na rozkaz Kafu Selima Danny zostaje zmuszony stać na moście linowym i po jego ścięciu ginie rozbijając się o skały, a Peachy zostaje ukrzyżowany między sosnami, po czym puszczony wolno. Przez rok tuła się po górach dotarłszy do Indii jako obłąkany i kaleki człowiek. Wstrząśnięty jego relacją Kipling otrzymuje od Peachy’ego zmumifikowaną głowę Danny’ego Dravota, którą niósł przez resztę swej tułaczki. Wciąż na niej znajduje się korona Kafiristanu.    

## Obsada
- Sean Connery – Daniel „Danny” Dravot
- Michael Caine – Peachy Carnehan
- Christopher Plummer – Rudyard Kipling
- Saeed Jaffrey – Machendra „Billy Fish” Gurung
- Karroom Ben Bouih – Kafu Selim
- Shakira Caine – Roksana
- Mohammad Shamsi – Babu
- Doghmi Larbi – Ootah
- Albert Moses – Ghulam
- Jack May – komisarz okręgowy

## Nagrody i nominacje (wybrane)
| Nagroda                               | Kategoria                                | Nominowani                                  | Wynik     | Źródło |
| ------------------------------------- | ---------------------------------------- | ------------------------------------------- | --------- | ------ |
| Nagroda Akademii Filmowej             | Najlepszy scenariusz adaptowany          | John Huston, Gladys Hill                    | Nominacja | [ 3 ]  |
| Nagroda Akademii Filmowej             | Najlepsza scenografia i dekoracja wnętrz | Alexandre Trauner, Tony Inglis, Peter James | Nominacja | [ 3 ]  |
| Nagroda Akademii Filmowej             | Najlepsze kostiumy                       | Edith Head                                  | Nominacja | [ 3 ]  |
| Nagroda Akademii Filmowej             | Najlepszy montaż                         | Russell Lloyd                               | Nominacja | [ 3 ]  |
| Złote Globy                           | Najlepsza muzyka                         | Maurice Jarre                               | Nominacja | [ 4 ]  |
| Nagroda Brytyjskiej Akademii Filmowej | Najlepsze zdjęcia                        | Oswald Morris                               | Nominacja | [ 5 ]  |
| Nagroda Brytyjskiej Akademii Filmowej | Najlepsze kostiumy                       | Edith Head                                  | Nominacja | [ 5 ]  |